# Sinanüddin Yusuf Paixà
Sinanüddin Yusuf Paixà, Sinan al-Din Yusuf Paixà, o Koca Sinan Paixà (Bursa vers 1440 - Edirne, 1486) fou un savi, poeta i gran visir otomà. Era fill del primer cadi otomà de Constantinoble Khidr Beg ibn Kadi Djelal al-Din (mort el 1459) i per la mare descendent d'una família d'ulemes, posició que també va ocupar; va exercir alguns càrrecs menors entre ells un equivalent a koca del sultà. El 1470 fou elevat al rang de visir sent conegut com a Koca Paixà. El 1476 havia de ser nomenat gran visir, en comptes de Gefik Ahmad Paixà, però va caure en desgràcia i fins i tot va acabar empresonat durant un any. Mehmet II el va fer alliberar a petició dels ulemes i el va enviar com a cadi a Sivrihisar on va restar 5 anys. Al pujar al tron Baiazet II va retrobar el rang de visir (1481) i va ocupar un càrrec menor. Va morir a Edirne el 1486. Dos germans seus foren també ulemes i cadis de Bursa. Va deixar diverses obres de dret i matemàtiques (en àrab) i tres obres en turc compostes en el regnat de Baiazet, una de poesia, una d'ètica i una amb la biografia de 28 sants.